# Pachnephorus pilosus
Pachnephorus pilosus är en skalbaggsart som först beskrevs av Rossi 1790.  Pachnephorus pilosus ingår i släktet Pachnephorus, och familjen bladbaggar. Enligt den finländska rödlistan är arten sårbar i Finland. Arten har ej påträffats i Sverige. Artens livsmiljö är torra gräsmarker.